# Metaltella rorulenta
Metaltella rorulenta är en spindelart som först beskrevs av Hercule Nicolet 1849.  Metaltella rorulenta ingår i släktet Metaltella och familjen Amphinectidae. Inga underarter finns listade i Catalogue of Life.